# Ithaca (film)
Ithaca is een Amerikaanse dramafilm uit 2015, geregisseerd door Meg Ryan in haar regiedebuut en gebaseerd op de roman The Human Comedy uit 1943 van William Saroyan.

## Verhaal
De 14-jarige Homer Macauley die met zijn familie in Ithaca woont, een klein fictieve plattelandsstadje in de Verenigde Staten tijdens de Tweede Wereldoorlog, verliest zijn vader en begint te werken als postbode om zijn familie te onderhouden omdat zijn broer in het leger zit. Homer was vol hoop dat hij verschillende mensen en landschappen zou kunnen ontmoeten, maar hij maakte zich zorgen over de realiteit van de taak om het overlijdensbericht van een in de strijd omgekomen soldaat aan de nabestaanden te bezorgen.
Tom Spangler, zijn baas en Willie Grogan, een ervaren telegrafist, waken voorzichtig over Homer. Op een dag sterft Willie, die al een tijdje een alcoholist is, plotseling op het werk. Daar werd een telegram achtergelaten waarin de dood van Homers oudere broer Marcus werd aangekondigd. Tom troost een geschokte Homer. Ondertussen arriveert Tobey George, de strijdmakker van Marcus, bij het huis van Homer om hem te informeren over de dood van Marcus. Homer komt thuis en de familie begrijpt alles en nodigt Tobey uit in huis.

## Rolverdeling
| Acteur           | Personage        |
| ---------------- | ---------------- |
| Alex Neustaedter | Homer Macauley   |
| Meg Ryan         | Kate Macauley    |
| Jack Quaid       | Marcus Macauley  |
| Sam Shepard      | Willie Grogan    |
| Hamish Linklater | Tom Spangler     |
| Tom Hanks        | Matthew Macauley |
| Gabriel Basso    | Tobey George     |

## Release
De film ging in première op 23 oktober 2015 op het filmfestival van Middleburg. De film werd op 9 september 2016 uitgebracht in de Verenigde Staten door Momentum Pictures. De film verscheen in 2016 ook op het filmfestival Film by the Sea.

## Ontvangst
Op Rotten Tomatoes heeft Ithaca een waarde van 22% en een gemiddelde score van 3,70/10, gebaseerd op 18 recensies. Op Metacritic heeft de film een gemiddelde score van 36/100, gebaseerd op 9 recensies.

## Prijzen en nominaties
| Jaar | Prijs                                       | Categorie                | Genomineerde(n) | Uitslag     |
| ---- | ------------------------------------------- | ------------------------ | --------------- | ----------- |
| 2016 | Film by the Sea International Film Festival | Film- en literatuurprijs | Meg Ryan        | Genomineerd |
| 2016 | Internationaal filmfestival van Edinburgh   | Publieksprijs            | Meg Ryan        | Genomineerd |